# Plaça Rabin
La Plaça Rabin (en hebreu: כיכר רבין) abans fou anomenada "La Plaça dels Reis d'Israel", és una plaça pública que es troba en el centre de Tel-Aviv, Israel. A través dels anys ha estat escenari de nombrosos mítings polítics, desfilades, i altres esdeveniments públics. En 1995, les autoritats israelianes van canviar el nom de la plaça, en honor del president Yitzhak Rabin que fou assassinat, el crim va tenir lloc en la plaça, el 4 de novembre de 1995. La plaça està envoltada per l'edifici de l'Ajuntament de Tel-Aviv, un edifici dissenyat per l'arquitecte Menachem Cohen, el carrer Avicebró, el carrer Frischmann, i el bulevard Hen. Es va dissenyar juntament amb l'Ajuntament en 1964 pels arquitectes Yaski i Alexandroni.